# Big Bass Lake
Big Bass Lake est une census-designated place située dans le comté de Lackawanna, dans le Commonwealth de Pennsylvanie, aux États-Unis. Sa population, qui s’élevait à 1 270 habitants lors du recensement de 2010, est estimée à 1 269 habitants au 1er juillet 2020. Big Bass Lake est également une private community.

## Source
- (en) Cet article est partiellement ou en totalité issu de l’article de Wikipédia en anglais intitulé « Big Bass Lake, Pennsylvania » (voir la liste des auteurs).

1. ↑  (en) « Big Bass Lake, Lackawanna, Pennsylvania detailed profile » [« Données sur Big Bass Lake, comté de Lackawanna, Pennsylvanie »], sur www.city-data.com (consulté le 5 janvier 2021)
2. ↑  (en) « Big Bass Lake, Pennsylvania - Basic Facts » [« Données sur Big Bass Lake »], sur pennsylvania.hometownlocator.com (consulté le 5 janvier 2021)